# Microfarad
| Kleinere eenheden | Kleinere eenheden | Kleinere eenheden |
| factor            | naam              | symbool           |
| ----------------- | ----------------- | ----------------- |
| 10−12             | picofarad         | pF                |
| 10−9              | nanofarad         | nF                |
| 10−6              | microfarad        | µF                |
| 10−3              | millifarad        | mF                |
| 1                 | farad             | F                 |

Een microfarad (μF) is het miljoenste deel van een farad, de eenheid van elektrische capaciteit.
Omdat de eenheid farad relatief groot is, worden in de praktijk condensatoren gebruikt waarvan de capaciteit in picofarad, nanofarad of microfarad wordt uitgedrukt. Eén microfarad is dan ook al een relatief grote capaciteit. Een condensator met deze capaciteit is haast altijd een elektrolytische condensator ('elco'), waarvan de aansluitingen gepolariseerd zijn.

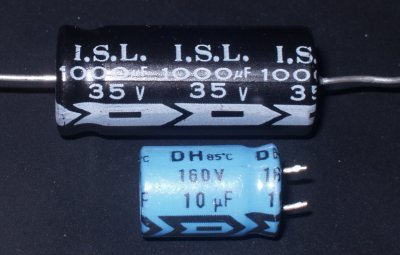
Elektrolytische condensatoren